# 范迪门湾

范迪门湾地图。

范迪门湾（英語：Van Diemen Gulf）为印度洋帝汶海东部的一个海湾，位于澳大利亚北部地区阿纳姆地西北，长145公里，宽80公里，东北为科堡半岛，西北为梅尔维尔岛。西通过克拉伦斯海峡，北通过邓达斯海峡与公海相通。有南阿利盖特河、东阿利盖特河和玛丽河在南岸注入范迪门湾。
1644年，荷兰航海家阿贝尔·塔斯曼航行到此，以荷属东印度总督安东尼·范·迪门的姓氏命名。1802年，英国航海家马修·福林达斯绘制了海湾地图。